# Ausztrália az 1960. évi nyári olimpiai játékokon
Ausztrália az olaszországi Rómában megrendezett 1960. évi nyári olimpiai játékok egyik részt vevő nemzete volt. Az országot az olimpián 17 sportágban 189 sportoló képviselte, akik összesen 22 érmet szereztek.

## Érmesek
| Érem  | Versenyző                                                                                           | Sportág   | Versenyszám                  |
| ----- | --------------------------------------------------------------------------------------------------- | --------- | ---------------------------- |
| Arany | Herb Elliott                                                                                        | Atlétika  | Férfi 1500 m                 |
| Arany | Lawrence Morgan                                                                                     | Lovaglás  | Egyéni lovastusa             |
| Arany | Brian Crago Neale Lavis Lawrence Morgan Bill Roycroft                                               | Lovaglás  | Csapat lovastusa             |
| Arany | John Devitt                                                                                         | Úszás     | Férfi 100 m gyors            |
| Arany | Murray Rose                                                                                         | Úszás     | Férfi 400 m gyors            |
| Arany | John Konrads                                                                                        | Úszás     | Férfi 1500 m gyors           |
| Arany | David Theile                                                                                        | Úszás     | Férfi 100 m hát              |
| Arany | Dawn Fraser                                                                                         | Úszás     | Női 100 m gyors              |
| Ezüst | Noel Freeman                                                                                        | Atlétika  | Férfi 20 km gyaloglás        |
| Ezüst | Brenda Jones                                                                                        | Atlétika  | Női 800 m                    |
| Ezüst | Neale Lavis                                                                                         | Lovaglás  | Egyéni lovastusa             |
| Ezüst | Murray Rose                                                                                         | Úszás     | Férfi 1500 m gyors           |
| Ezüst | Neville Hayes                                                                                       | Úszás     | Férfi 200 m pillangó         |
| Ezüst | Kevin Berry William Burton Julian Carroll Terry Gathercole Neville Hayes Geoff Shipton David Theile | Úszás     | Férfi 4 × 100 m vegyes váltó |
| Ezüst | Alva Colquhuon Lorraine Crapp Ruth Everuss Dawn Fraser Ilsa Konrads Sandra Morgan                   | Úszás     | Női 4 × 100 m gyorsváltó     |
| Ezüst | Jan Andrew Gerganiya Beckitt Dawn Fraser Ilsa Konrads Rosemary Lassig Marilyn Wilson                | Úszás     | Női 4 × 100 m vegyes váltó   |
| Bronz | David Power                                                                                         | Atlétika  | Férfi 10 000 m               |
| Bronz | Oliver Taylor                                                                                       | Ökölvívás | Harmatsúly                   |
| Bronz | Tony Madigan                                                                                        | Ökölvívás | Félnehézsúly                 |
| Bronz | John Konrads                                                                                        | Úszás     | Férfi 400 m gyors            |
| Bronz | John Devitt David Dickson John Konrads John Rigby Murray Rose Allan Wood                            | Úszás     | Férfi 4 × 200 m gyorsváltó   |
| Bronz | Jan Andrew                                                                                          | Úszás     | Női 100 m pillangó           |

## Atlétika
Férfi
| Versenyző       | Versenyszám     | Előfutam | Előfutam      | Negyeddöntő   | Negyeddöntő | Elődöntő | Elődöntő | Döntő     | Döntő    |
| Versenyző       | Versenyszám     | Idő      | Hely.         | Idő           | Hely.       | Idő      | Hely.    | Idő       | Helyezés |
| --------------- | --------------- | -------- | ------------- | ------------- | ----------- | -------- | -------- | --------- | -------- |
| Dennis Tipping  | 100 m           | 11,2     | 6.            | kiesett       | kiesett     | kiesett  | kiesett  | kiesett   | kiesett  |
| Dennis Tipping  | 200 m           | 22,9     | 5.            | kiesett       | kiesett     | kiesett  | kiesett  | kiesett   | kiesett  |
| Kevan Gosper    | 400 m           | 47,1     | 2.            | 46,5          | 2.          | 47,1     | 6.       | kiesett   | kiesett  |
| Anthony Blue    | 800 m           | 1:50,7   | 1.            | 1:49,9        | 3.          | 1:47,8   | 5.       | kiesett   | kiesett  |
| Herb Elliott    | 1500 m          | 3:41,4   | 1.            |               |             |          |          | 3:35,6    |          |
| Merv Lincoln    | 1500 m          | 3:46,8   | 7.            |               |             |          |          | kiesett   | kiesett  |
| Albert Thomas   | 1500 m          | 3:46,8   | 5.            |               |             |          |          | kiesett   | kiesett  |
| Albert Thomas   | 5000 m          | 14:06,2  | 3.            |               |             |          |          | 14:20,4   | 11.      |
| David Power     | 5000 m          | 14:03,6  | 1.            |               |             |          |          | 13:51,8   | 5.       |
| David Power     | 10 000 m        |          | 28:38,2       |               |             |          |          |           |          |
| Allan Lawrence  | 10 000 m        |          | nem ért célba | nem ért célba |             |          |          |           |          |
| Allan Lawrence  | 5000 m          | 14:10,0  | 4.            |               |             |          |          | kiesett   | kiesett  |
| Allan Lawrence  | Maraton         |          |               |               |             |          |          | 2:38:46,0 | 54.      |
| Ian Sinfield    | Maraton         |          |               |               |             |          |          | 2:34:16,0 | 43.      |
| John Chittick   | 110 m gát       | 14,7     | 5.            | kiesett       | kiesett     | kiesett  | kiesett  | kiesett   | kiesett  |
| Ronald Crawford | 20 km gyaloglás |          |               |               |             |          |          | 1:39:16,2 | 11.      |
| Ronald Crawford | 50 km gyaloglás |          |               |               |             |          |          | kizárták  | kizárták |
| Noel Freeman    | 50 km gyaloglás |          |               |               |             |          |          | kizárták  | kizárták |
| Noel Freeman    | 20 km gyaloglás |          |               |               |             |          |          | 1:34:16,4 |          |

| Versenyző      | Versenyszám   | Selejtező | Selejtező | Döntő    | Döntő    |
| Versenyző      | Versenyszám   | Eredmény  | Helyezés  | Eredmény | Helyezés |
| -------------- | ------------- | --------- | --------- | -------- | -------- |
| Charles Porter | Magasugrás    | 195 cm    | 27.       | kiesett  | kiesett  |
| Bevyn Baker    | Távolugrás    | 643 cm    | 45.       | kiesett  | kiesett  |
| John Baguley   | Távolugrás    | 696 cm    | 36.       | kiesett  | kiesett  |
| John Baguley   | Hármasugrás   | 15,56 m   | 14.       | 15,22 m  | 13.      |
| Ian Tomlinson  | Hármasugrás   | 15,89 m   | 4.        | 15,71 m  | 9.       |
| Ian Tomlinson  | Távolugrás    | 703 cm    | 33.       | kiesett  | kiesett  |
| Warwick Selvey | Súlylökés     | 16,81 m   | =14.      | 16,18 m  | 15.      |
| Warwick Selvey | Diszkoszvetés | 52,07 m   | 22.       | 49,34 m  | 21.      |

Női
| Versenyző                                             | Versenyszám     | Előfutam | Előfutam | Negyeddöntő | Negyeddöntő | Elődöntő | Elődöntő | Döntő   | Döntő    |
| Versenyző                                             | Versenyszám     | Idő      | Hely.    | Idő         | Hely.       | Idő      | Hely.    | Idő     | Helyezés |
| ----------------------------------------------------- | --------------- | -------- | -------- | ----------- | ----------- | -------- | -------- | ------- | -------- |
| Betty Cuthbert                                        | 100 m           | 12,1     | 2.       | 12,0        | 4.          | kiesett  | kiesett  | kiesett | kiesett  |
| Marlene Mathews                                       | 100 m           | 12,0     | 2.       | 12,1        | 3.          | 11,9     | 6.       | kiesett | kiesett  |
| Pat Duggan                                            | 100 m           | 11,9     | 1.       | 12,2        | 4.          | kiesett  | kiesett  | kiesett | kiesett  |
| Pat Duggan                                            | 200 m           | 24,7     | 4.       |             | kiesett     | kiesett  | kiesett  | kiesett |          |
| Norma Croker                                          | 200 m           | 24,2     | 2.       |             | 24,3        | 4.       | kiesett  | kiesett |          |
| Brenda Jones                                          | 800 m           | 2:11,0   | 2.       |             |             |          |          | 2:04,4  |          |
| Dixie Willis                                          | 800 m           | 2:05,9   | 1.       |             |             |          |          | 2:27    | 9.       |
| Gloria Wigney                                         | 80 m gát        | 11,7     | 4.       |             | kiesett     | kiesett  | kiesett  | kiesett |          |
| Norma Thrower                                         | 80 m gát        | 11,4     | 2.       |             | 11,3        | 5.       | kiesett  | kiesett |          |
| Marlene Mathews Norma Thrower Norma Croker Pat Duggan | 4 × 100 m váltó | kizárták | kizárták |             |             |          |          | kiesett | kiesett  |

| Versenyző             | Versenyszám   | Selejtező | Selejtező | Döntő    | Döntő    |
| Versenyző             | Versenyszám   | Eredmény  | Helyezés  | Eredmény | Helyezés |
| --------------------- | ------------- | --------- | --------- | -------- | -------- |
| Helen Frith           | Magasugrás    | 165 cm    | 13.       | 165 cm   | =6.      |
| Helen Frith           | Távolugrás    | 598 cm    | 8.        | 562 cm   | 17.      |
| Norma Croker          | Távolugrás    | 580 cm    | =18.      | 582 cm   | 15.      |
| Sylvia Mitchell       | Távolugrás    | 560 cm    | 23.       | kiesett  | kiesett  |
| Anna Wojtaszek-Pazera | Gerelyhajítás | 49,20 m   | 8.        | 51,15 m  | 6.       |

## Birkózás
Kötöttfogású
| Versenyző     | Versenyszám | 1. forduló                         | 1. forduló | 1. forduló | 2. forduló                               | 2. forduló | 2. forduló | 3. forduló                             | 3. forduló | 3. forduló | 4. forduló        | 4. forduló | 4. forduló | 5. forduló        | 5. forduló | 5. forduló | 6. forduló        | 6. forduló | 6. forduló | Döntő             | Döntő   | Döntő   | Helyezés |
| Versenyző     | Versenyszám | Ellenfél Eredmény                  | Pont       | Hely.      | Ellenfél Eredmény                        | Pont       | Hely.      | Ellenfél Eredmény                      | Pont       | Hely.      | Ellenfél Eredmény | Pont       | Hely.      | Ellenfél Eredmény | Pont       | Hely.      | Ellenfél Eredmény | Pont       | Hely.      | Ellenfél Eredmény | Pont    | Hely.   | Helyezés |
| ------------- | ----------- | ---------------------------------- | ---------- | ---------- | ---------------------------------------- | ---------- | ---------- | -------------------------------------- | ---------- | ---------- | ----------------- | ---------- | ---------- | ----------------- | ---------- | ---------- | ----------------- | ---------- | ---------- | ----------------- | ------- | ------- | -------- |
| Donald Cacas  | 62 kg       | Mihai Şulţ (ROU) · kétvállas       | 4          | =22.       | Moustafa Hamil Mansour (RAU) · kétvállas | 8          | =22.       | kiesett                                | kiesett    | kiesett    | kiesett           | kiesett    | kiesett    | kiesett           | kiesett    | kiesett    | kiesett           | kiesett    | kiesett    | kiesett           | kiesett | kiesett | 22.      |
| Nick Stamulus | 67 kg       | Roger Skauen (NOR) · 3-1           | 3          | =13.       | Leo Piek (NED) · 3-1                     | 6          | =18.       | kiesett                                | kiesett    | kiesett    | kiesett           | kiesett    | kiesett    | kiesett           | kiesett    | kiesett    |                   |            |            | kiesett           | kiesett | kiesett | 17.      |
| Robert Clark  | 73 kg       | Franco Benedetti (ITA) · 3-1       | 3          | =16.       | Bernard Philippe (LUX) · 1-3             | 4          | =16.       | Hans-Jörg Hirschbühl (SUI) · kétvállas | 8          | 19.        | kiesett           | kiesett    | kiesett    | kiesett           | kiesett    | kiesett    | kiesett           | kiesett    | kiesett    | kiesett           | kiesett | kiesett | 19.      |
| Ronald Hunt   | 79 kg       | Hammou Haddaoui Khadir (MAR) · 2-2 | 2          | =10.       | Oddvar Barlie (NOR) · kétvállas          | 6          | =15.       | kiesett                                | kiesett    | kiesett    | kiesett           | kiesett    | kiesett    | kiesett           | kiesett    | kiesett    | kiesett           | kiesett    | kiesett    | kiesett           | kiesett | kiesett | 15.      |

Szabadfogású
| Versenyző        | Versenyszám | 1. forduló                            | 1. forduló | 1. forduló | 2. forduló                            | 2. forduló | 2. forduló | 3. forduló        | 3. forduló | 3. forduló | 4. forduló        | 4. forduló | 4. forduló | 5. forduló        | 5. forduló | 5. forduló | 6. forduló        | 6. forduló | 6. forduló | Döntő             | Döntő   | Döntő   | Helyezés |
| Versenyző        | Versenyszám | Ellenfél Eredmény                     | Pont       | Hely.      | Ellenfél Eredmény                     | Pont       | Hely.      | Ellenfél Eredmény | Pont       | Hely.      | Ellenfél Eredmény | Pont       | Hely.      | Ellenfél Eredmény | Pont       | Hely.      | Ellenfél Eredmény | Pont       | Hely.      | Ellenfél Eredmény | Pont    | Hely.   | Helyezés |
| ---------------- | ----------- | ------------------------------------- | ---------- | ---------- | ------------------------------------- | ---------- | ---------- | ----------------- | ---------- | ---------- | ----------------- | ---------- | ---------- | ----------------- | ---------- | ---------- | ----------------- | ---------- | ---------- | ----------------- | ------- | ------- | -------- |
| Dieter Gröning   | 52 kg       | Ebrahim Szeifpour (IRI) · kétvállas   | 4          | =12.       | Paul Neff (EUA) · kétvállas           | 8          | =13.       | kiesett           | kiesett    | kiesett    | kiesett           | kiesett    | kiesett    | kiesett           | kiesett    | kiesett    | kiesett           | kiesett    | kiesett    | kiesett           | kiesett | kiesett | 13.      |
| Geoffrey Jameson | 57 kg       | Nezsdet Zalev (BUL) · kétvállas       | 4          | =16.       | Tadeusz Trojanowski (POL) · kétvállas | 8          | =16.       | kiesett           | kiesett    | kiesett    | kiesett           | kiesett    | kiesett    | kiesett           | kiesett    | kiesett    |                   |            |            | kiesett           | kiesett | kiesett | 16.      |
| Samuel Parker    | 62 kg       | Johann Marte (AUT) · 3-1              | 3          | =15.       | visszalépett                          | 3          | 24.        | kiesett           | kiesett    | kiesett    | kiesett           | kiesett    | kiesett    | kiesett           | kiesett    | kiesett    | kiesett           | kiesett    | kiesett    | kiesett           | kiesett | kiesett | 24.      |
| Nick Stamulus    | 67 kg       | Hayrullah Şahinkaya (TUR) · kétvállas | 4          | =22.       | Muhammad Ashraf-Din (PAK) · 3-1       | 7          | =20.       | kiesett           | kiesett    | kiesett    | kiesett           | kiesett    | kiesett    | kiesett           | kiesett    | kiesett    |                   |            |            | kiesett           | kiesett | kiesett | 20.      |
| Robert Clark     | 73 kg       | Karl Bruggmann (SUI) · kétvállas      | 4          | =19.       | Kurt Boese (CAN) · kétvállas          | 8          | =21.       | kiesett           | kiesett    | kiesett    | kiesett           | kiesett    | kiesett    | kiesett           | kiesett    | kiesett    |                   |            |            | kiesett           | kiesett | kiesett | 21.      |
| Ronald Hunt      | 79 kg       | Takashi Nagai (JPN) · kétvállas       | 4          | =13.       | Hollósi Géza (HUN) · kétvállas        | 8          | =17.       | kiesett           | kiesett    | kiesett    | kiesett           | kiesett    | kiesett    |                   |            |            |                   |            |            | kiesett           | kiesett | kiesett | 17.      |
| Patrick Parsons  | 87 kg       | Kavano Sunicsi (JPN) · 3-1            | 3          | =11.       | Gholamreza Takhti (IRI) · kétvállas   | 7          | =15.       | kiesett           | kiesett    | kiesett    | kiesett           | kiesett    | kiesett    | kiesett           | kiesett    | kiesett    |                   |            |            | kiesett           | kiesett | kiesett | 15.      |
| Ray Mitchell     | +87 kg      | Wilfried Dietrich (EUA) · kétvállas   | 4          | =11.       | Reznák János (HUN) · 2-2              | 6          | 13.        | kiesett           | kiesett    | kiesett    | kiesett           | kiesett    | kiesett    | kiesett           | kiesett    | kiesett    |                   |            |            | kiesett           | kiesett | kiesett | 13.      |

## Evezés
| Versenyző | Versenyszám              | Előfutam | Előfutam | Vigaszág | Vigaszág | Elődöntő | Elődöntő | Döntő   | Döntő   | Helyezés    |
| Versenyző | Versenyszám              | Idő      | Hely.    | Idő      | Hely.    | Idő      | Hely.    | Idő     | Hely.   | Helyezés    |
| --- | ------------------------ | -------- | -------- | -------- | -------- | -------- | -------- | ------- | ------- | ----------- |
| Ian Tutty Kevyn Webb | Kétpárevezős             | 7:16,41  | 6.       | 7:12,37  | 5.       |          |          | kiesett | kiesett | helyezetlen |
| John Hunt Terry Davies | Kormányos nélküli kettes | 7:51,88  | 4.       | 7:24,22  | 2.       | 7:50,59  | 5.       | kiesett | kiesett | helyezetlen |
| Paul Guest Walter Howell Ian Johnston (kormányos)                                                                                              | Kormányos kettes         | 7:49,06  | 4.       | 7:47,82  | 4.       |          |          | kiesett | kiesett | helyezetlen |
| Brian Vear Peter Guest Peter Gillon Kim Jelbart                                                                                                | Kormányos nélküli négyes | 6:49,83  | 4.       | 6:45,25  | 4.       |          |          | kiesett | kiesett | helyezetlen |
| Max Annett Mick Allen Peter Waddington John Hudson Lionel Robberds (kormányos)                                                                 | Kormányos négyes         | 6:47,23  | 2.       | 6:47,31  | 2.       | 7:05,04  | 2.       | 6:45,80 | 5.      | 5.          |
| Milton Francis Geoffrey Hale John Ledder Alexander Cunningham Maxwell Gamble Berry Durston Roger Ninham John Rosser Terrence Scook (kormányos) | Nyolcas                  | 6:16,94  | 2.       | 6:31,15  | 4.       |          |          | kiesett | kiesett | helyezetlen |

## Gyeplabda
| Ausztrál férfi gyeplabdacsapat-játékoskeret                                                                                  | Ausztrál férfi gyeplabdacsapat-játékoskeret                                                                      |
| --- | --- |
| - Errol Bill - Kevin Carton - Michael Craig - Mervyn Crossman - Donald Currie - Raymond Evans - Louis Hailey - Barry Malcolm | - John McBryde - Eric Pearce - Gordon Pearce - Julian Pearce - Philip Pritchard - Desmond Spackman - Graham Wood |

### Eredmények
| Színmagyarázat                                                                                           |
| --- |
| A csoportok első két helyezettje bejutott a negyeddöntőbe.                                               |
| A csoportok harmadik helyezettjei a 9–12. helyért, a negyedik helyezettjei a 13–16. helyért játszhattak. |

Csoportkör
B csoport
| Csapat              | M | Gy | D | V | G+ | G– | Gk  | P |
| ------------------- | - | -- | - | - | -- | -- | --- | - |
| Pakisztán (PAK)     | 3 | 3  | 0 | 0 | 21 | 0  | +21 | 6 |
| Ausztrália (AUS)    | 3 | 1  | 1 | 1 | 9  | 5  | +4  | 3 |
| Lengyelország (POL) | 3 | 1  | 1 | 1 | 3  | 10 | –7  | 3 |
| Japán (JPN)         | 3 | 0  | 0 | 3 | 2  | 20 | –18 | 0 |

| 1960. augusztus 26. 10:00 | Pakisztán (PAK)                     | 3 – 0   | Ausztrália (AUS) | Stadio dei Marmi Játékvezetők: Van Ballgoijen de Jong (NED), Elgershuizen (NED) |
| 1960. augusztus 26. 10:00 | Hamid 48' · Alam 53' · M. Ahmad 56' | (0 – 0) |                  | Stadio dei Marmi Játékvezetők: Van Ballgoijen de Jong (NED), Elgershuizen (NED) |

| 1960. augusztus 30. 10:00 | Ausztrália (AUS)                                                 | 8 – 1   | Japán (JPN) | Stadio dei Marmi Játékvezetők: Massart (BEL), Franck (BEL) |
| 1960. augusztus 30. 10:00 | Crossman 1', 25' · E. Pearce 13', 27', 31', 37', 65' · Evans 33' | (6 – 1) | Kanbe 20'   | Stadio dei Marmi Játékvezetők: Massart (BEL), Franck (BEL) |

| 1960. szeptember 1. 16:30 | Ausztrália (AUS) | 1 – 1   | Lengyelország (POL) | Olympic Velodrome Játékvezetők: Asselman (BEL), de Bourguignon (BEL) |
| 1960. szeptember 1. 16:30 | Crossman 62'     | (0 – 0) | Kubiak 48'          | Olympic Velodrome Játékvezetők: Asselman (BEL), de Bourguignon (BEL) |

Rájátszás a második helyért
| 1960. szeptember 3. 08:30 | Ausztrália (AUS)          | 2 – 0   | Lengyelország (POL) | Campo Tre Fontane Játékvezetők: McIldowie (RSA), Whitelaw (GBR) |
| 1960. szeptember 3. 08:30 | Crossman 55' · Currie 66' | (0 – 0) |                     | Campo Tre Fontane Játékvezetők: McIldowie (RSA), Whitelaw (GBR) |

Negyeddöntő
| 1960. szeptember 5. 09:00 | India (IND) | 1 – 0   | Ausztrália (AUS) | Olympic Velodrome Játékvezetők: Whitelaw (GBR), MacIldowie (RSA) |
| 1960. szeptember 5. 09:00 | Bhola 92'   | (0 – 0) |                  | Olympic Velodrome Játékvezetők: Whitelaw (GBR), MacIldowie (RSA) |

- A győztes gól a második hosszabbításban esett.

Az 5–8. helyért
| 1960. szeptember 8. 16:30 | Ausztrália (AUS) | 1 – 1   | Kenya (KEN) | Olympic Velodrome Játékvezetők: Elgershuizen (NED), Glichitch (FRA) |
| 1960. szeptember 8. 16:30 | Crossman 40'     | (0 – 0) | Deol 63'    | Olympic Velodrome Játékvezetők: Elgershuizen (NED), Glichitch (FRA) |

- A mérkőzést a hosszabbítás 40. percében felfüggesztették sötétedés miatt, sorsolással Ausztráliának ítélték a győzelmet. Ezt a kenyaiak megóvták, a mérkőzést döntetlennek minősítették és újrajátszást rendeltek el.

Újrajátszás az 5–8. helyért
| 1960. szeptember 10. 16:30 | Ausztrália (AUS) | 2 – 1   | Kenya (KEN) | Campo Tre Fontane Játékvezetők: Elgershuizen (NED), Van Ballgoijen de Jong (NED) |
| 1960. szeptember 10. 16:30 | Evans 64' 69'    | (0 – 0) | Panaser 42' | Campo Tre Fontane Játékvezetők: Elgershuizen (NED), Van Ballgoijen de Jong (NED) |

Az 5. helyért
| 1960. szeptember 9. 08:30 | Ausztrália (AUS)         | 2 – 1   | Új-Zéland (NZL) | Campo Tre Fontane Játékvezetők: Burgess (GBR), Asselman (BEL) |
| 1960. szeptember 9. 08:30 | Crossman 50' · Evans 68' | (0 – 1) | Cullen 27'      | Campo Tre Fontane Játékvezetők: Burgess (GBR), Asselman (BEL) |

A mérkőzést újra kellett játszani.
Újrajátszás az 5. helyért
| 1960. szeptember 11. 09:00 | Új-Zéland (NZL) | 1 – 0   | Ausztrália (AUS) | Campo Tre Fontane Játékvezetők: Burgess (GBR), van Ballgoijen de Jong (NED) |
| 1960. szeptember 11. 09:00 | Bygrave 1'      | (0 – 0) |                  | Campo Tre Fontane Játékvezetők: Burgess (GBR), van Ballgoijen de Jong (NED) |

| Csapat           | Helyezés |
| ---------------- | -------- |
| Ausztrália (AUS) | 6.       |

## Kajak-kenu
Férfi
| Versenyző                                                 | Versenyszám           | Előfutam | Előfutam | Vigaszág | Vigaszág | Elődöntő | Elődöntő | Döntő   | Döntő    |
| Versenyző                                                 | Versenyszám           | Idő      | Hely.    | Idő      | Hely.    | Idő      | Hely.    | Idő     | Helyezés |
| --------------------------------------------------------- | --------------------- | -------- | -------- | -------- | -------- | -------- | -------- | ------- | -------- |
| Phillip Coles                                             | Kajak egyes 1000 m    | 4:06,27  | 2.       | erőnyerő | erőnyerő | 4:08,05  | 4.       | kiesett | kiesett  |
| Dennis Green Barry Stuart                                 | Kajak kettes 1000 m   | 3:46,71  | 5.       | 3:51,24  | 1.       | 3:55,22  | 6.       | kiesett | kiesett  |
| Dennis Green Barry Stuart Phillip Coles Allan Livingstone | Kajak váltó 4 × 500 m | 8:17,52  | 5.       | 8:13,22  | 2.       | 8:09,02  | 3.       | kiesett | kiesett  |
| Adrian Powell                                             | Kenu egyes 1000 m     | 5:00,54  | 6.       | 4:55,24  | 2.       | 4:59,81  | 4.       | kiesett | kiesett  |

Női
| Versenyző                    | Versenyszám        | Előfutam | Előfutam | Vigaszág | Vigaszág | Elődöntő | Elődöntő | Döntő   | Döntő    |
| Versenyző                    | Versenyszám        | Idő      | Hely.    | Idő      | Hely.    | Idő      | Hely.    | Idő     | Helyezés |
| ---------------------------- | ------------------ | -------- | -------- | -------- | -------- | -------- | -------- | ------- | -------- |
| Heidi Sager                  | Kajak egyes 500 m  | 2:19,75  | 6.       | 2:15,27  | 2.       | 2:18,42  | 4.       | kiesett | kiesett  |
| Heidi Sager Cynthia Nicholas | Kajak kettes 500 m | 2:12,20  | 6.       | 2:14,11  | 4.       |          |          | kiesett | kiesett  |

## Kerékpározás

### Országúti kerékpározás
| Versenyző                                            | Versenyszám     | Idő              | Helyezés      |
| ---------------------------------------------------- | --------------- | ---------------- | ------------- |
| Frank Brazier                                        | Mezőnyverseny   | 4:21:38 (+1:01)  | 43.           |
| Alan Grindal                                         | Mezőnyverseny   | 4:31:12 (+10:35) | 67.           |
| Garry Jones                                          | Mezőnyverseny   | nem ért célba    | nem ért célba |
| Robert Whetters                                      | Mezőnyverseny   | nem ért célba    | nem ért célba |
| Frank Brazier Alan Grindal Garry Jones Warren Scarfe | Csapat időfutam | 2:29:43,54       | 21.           |

### Pálya-kerékpározás
Sprintverseny
| Versenyző   | Versenyszám  | 1. forduló             | 1. forduló | Vigaszág selejtező   | Vigaszág selejtező | Vigaszág döntő         | Vigaszág döntő | Nyolcaddöntő                                              | Nyolcaddöntő | Vigaszág selejtező                                     | Vigaszág selejtező | Vigaszág döntő                | Vigaszág döntő | Negyeddöntő                     | Elődöntő                           | Döntő                                                   | Helyezés |
| Versenyző   | Versenyszám  | Ellenfelek Győztes idő | Hely.      | Ellenfél Győztes idő | Hely.              | Ellenfelek Győztes idő | Hely.          | Ellenfelek Győztes idő                                    | Hely.        | Ellenfelek Győztes idő                                 | Hely.              | Ellenfél Győztes idő          | Hely.          | Ellenfél Győztes idő            | Ellenfél Győztes idő               | Ellenfél Győztes idő                                    | Helyezés |
| ----------- | ------------ | ---------------------- | ---------- | -------------------- | ------------------ | ---------------------- | -------------- | --------------------------------------------------------- | ------------ | ------------------------------------------------------ | ------------------ | ----------------------------- | -------------- | ------------------------------- | ---------------------------------- | ------------------------------------------------------- | -------- |
| Ron Baensch | Férfi egyéni | ellenfelek nélkűl 11,7 | 1.         |                      |                    |                        |                | Anésio Argenton (BRA) · Valentino Gasparella (ITA) · 11,4 | 2.           | Piet van der Touw (NED) · Imants Bodnieks (URS) · 12,1 | 1.                 | Kurt Rechsteiner (SUI) · 11,6 | 1.             | August Rieke (EUA) · 12,2, 12,0 | Sante Gaiardoni (ITA) · 11,6, 12,8 | Bronzmérkőzés · Valentino Gasparella (ITA) · 12,2, 12,0 | 4.       |

Időfutam
| Versenyző   | Versenyszám  | Idő     | Helyezés |
| ----------- | ------------ | ------- | -------- |
| Ian Chapman | Férfi egyéni | 1:09,55 | 5.       |

Tandem
| Versenyző               | Versenyszám     | 1. forduló                                                        | Vigaszág selejtező                                   | Vigaszág döntő                                       | Negyeddöntő          | Elődöntő             | Döntő                | Helyezés |
| Versenyző               | Versenyszám     | Ellenfél Győztes idő                                              | Ellenfél Győztes idő                                 | Ellenfél Győztes idő                                 | Ellenfél Győztes idő | Ellenfél Győztes idő | Ellenfél Győztes idő | Helyezés |
| ----------------------- | --------------- | ----------------------------------------------------------------- | ---------------------------------------------------- | ---------------------------------------------------- | -------------------- | -------------------- | -------------------- | -------- |
| Joey Browne Geoff Smith | Férfi kétüléses | Egyesült Német Csapat (EUA) · Jürgen Simon · Lothar Stäber · 11,1 | Mexikó (MEX) · Luis Muciño · José Luis Tellez · 11,2 | Hollandia (NED) · Rinus Paul · Mees Gerritsen · 11,0 | kiesett              | kiesett              | kiesett              | 9.       |

Üldözőverseny
| Versenyző                                               | Versenyszám  | Selejtező                                                                                      | Selejtező | Selejtező | Negyeddöntő  | Negyeddöntő | Negyeddöntő | Elődöntő     | Elődöntő  | Elődöntő | Döntő        | Döntő     | Helyezés    |
| Versenyző                                               | Versenyszám  | Ellenfél Idő                                                                                   | Saját idő | Hely.     | Ellenfél Idő | Saját idő   | Hely.       | Ellenfél Idő | Saját idő | Hely.    | Ellenfél Idő | Saját idő | Helyezés    |
| ------------------------------------------------------- | ------------ | ---------------------------------------------------------------------------------------------- | --------- | --------- | ------------ | ----------- | ----------- | ------------ | --------- | -------- | ------------ | --------- | ----------- |
| Frank Brazier Garry Jones Warren Scarfe Robert Whetters | Férfi csapat | Csehszlovákia (TCH) · Slavoj Černý · Jan Chlístovský · Ferdinand Duchoň · Josef Volf · 4:42,60 | 4:48,55   | 2.        | kiesett      | kiesett     | kiesett     | kiesett      | kiesett   | kiesett  | kiesett      | kiesett   | helyezetlen |

## Lovaglás
Lovastusa
| Versenyző                                             | Ló                                   | Versenyszám | Díjlovaglás | Díjlovaglás | Tereplovaglás | Tereplovaglás | Díjugratás    | Díjugratás    | Végeredmény | Végeredmény |
| Versenyző                                             | Ló                                   | Versenyszám | Bünt.       | Hely.       | Bünt.         | Hely.         | Bünt.         | Hely.         | Bünt.       | Helyezés    |
| ----------------------------------------------------- | ------------------------------------ | ----------- | ----------- | ----------- | ------------- | ------------- | ------------- | ------------- | ----------- | ----------- |
| Brian Crago                                           | Sabre                                | Egyéni      | -132,51     | =38.        | 128,00        | 2.            | nem ért célba | nem ért célba | kiesett     | kiesett     |
| Neale Lavis                                           | Mirrabooka                           | Egyéni      | -124,50     | =29.        | 108,00        | 3.            | 0,00          | =1.           | -16,50      |             |
| Lawrence Morgan                                       | Salad Days                           | Egyéni      | -106,00     | 18.         | 128,40        | 1.            | -15,25        | 21.           | 7,15        |             |
| Bill Roycroft                                         | Our Solo                             | Egyéni      | -114,51     | 21.         | -4,32         | 16.           | 0,00          | =1.           | -118,83     | 11.         |
| Brian Crago Neale Lavis Lawrence Morgan Bill Roycroft | Sabre Mirrabooka Salad Days Our Solo | Csapat      | -345,01     | 6.          | 364,40        | 1.            | -15,25        | 3.            | -128,18     |             |

## Műugrás
Férfi
| Versenyző      | Versenyszám        | Selejtező | Selejtező | Elődöntő | Elődöntő | Elődöntő | Döntő   | Döntő   | Döntő    |
| Versenyző      | Versenyszám        | Pont      | Helyezés  | Pont     | Össz.    | Helyezés | Pont    | Össz.   | Helyezés |
| -------------- | ------------------ | --------- | --------- | -------- | -------- | -------- | ------- | ------- | -------- |
| Kenneth Crotty | Egyéni műugrás     | 43,40     | 27.       | kiesett  | kiesett  | kiesett  | kiesett | kiesett | kiesett  |
| Graham Deuble  | Egyéni műugrás     | 51,48     | 16.       | 37,78    | 89,26    | 16.      | kiesett | kiesett | kiesett  |
| Barry Holmes   | Egyéni toronyugrás | 40,24     | 27.       | kiesett  | kiesett  | kiesett  | kiesett | kiesett | kiesett  |

Női
| Versenyző    | Versenyszám        | Selejtező | Selejtező | Elődöntő | Elődöntő | Elődöntő | Döntő   | Döntő   | Döntő    |
| Versenyző    | Versenyszám        | Pont      | Helyezés  | Pont     | Össz.    | Helyezés | Pont    | Össz.   | Helyezés |
| ------------ | ------------------ | --------- | --------- | -------- | -------- | -------- | ------- | ------- | -------- |
| Susan Knight | Egyéni műugrás     | 46,19     | 14.       | 37,06    | 83,25    | 12.      | kiesett | kiesett | kiesett  |
| Susan Knight | Egyéni toronyugrás | 43,03     | 18.       |          |          |          | kiesett | kiesett | kiesett  |

## Ökölvívás
| Versenyző        | Versenyszám   | Selejtező                 | 32-es főtábla                    | Nyolcaddöntő                  | Negyeddöntő                 | Elődöntő                    | Döntő             | Helyezés |
| Versenyző        | Versenyszám   | Ellenfél Eredmény         | Ellenfél Eredmény                | Ellenfél Eredmény             | Ellenfél Eredmény           | Ellenfél Eredmény           | Ellenfél Eredmény | Helyezés |
| ---------------- | ------------- | ------------------------- | -------------------------------- | ----------------------------- | --------------------------- | --------------------------- | ----------------- | -------- |
| Rocky Gattellari | Légsúly       | erőnyerő                  | Abdel Kader Belghiti (MAR) · 5-0 | Török Gyula (HUN) · 2-3       | kiesett                     | kiesett                     | kiesett           | 9.       |
| Oliver Taylor    | Harmatsúly    | erőnyerő                  | Ahmed Bouazza (MAR) · 5-0        | Nicolae Puiu (ROU) · 3-2      | Alfonso Carbajo (ESP) · 4-1 | Primo Zamparini (ITA) · 0-5 | kiesett           |          |
| Danny Males      | Pehelysúly    |                           | Juan Díaz (CHI) · 0-5            | kiesett                       | kiesett                     | kiesett                     | kiesett           | 17.      |
| Sid Prior        | Könnyűsúly    | Stoffel Steyn (RSA) · 0-5 | kiesett                          | kiesett                       | kiesett                     | kiesett                     | kiesett           | 33.      |
| Gerald Freeman   | Kisváltósúly  | erőnyerő                  | Jaggie van Staden (RHO) · 0-5    | kiesett                       | kiesett                     | kiesett                     | kiesett           | 17.      |
| Des Duguid       | Váltósúly     | erőnyerő                  | Dharmasiri Weerakoon (CEY) · 5-0 | Henry Loubscher (RSA) · 0-5   | kiesett                     | kiesett                     | kiesett           | 9.       |
| John Bukowski    | Nagyváltósúly |                           | erőnyerő                         | Abrie Schutte (RSA) · 4-1     | Borisz Lagutyin (URS) · RSC | kiesett                     | kiesett           | 5.       |
| Teifion Davies   | Középsúly     |                           | Achton Mikkelsen (DEN) · 3-2     | Tadeusz Walasek (POL) · 0-5   | kiesett                     | kiesett                     | kiesett           | 9.       |
| Tony Madigan     | Félnehézsúly  |                           | erőnyerő                         | Lars-Olof Norling (SWE) · 5-0 | Gheorghe Negrea (ROU) · KO  | Cassius Clay (USA) · 0-5    | kiesett           |          |
| Ron Taylor       | Nehézsúly     |                           | erőnyerő                         | Percy Price Jr. (USA) · KO    | kiesett                     | kiesett                     | kiesett           | 9.       |

## Öttusa
| Versenyző                                | Versenyszám | Lovaglás | Lovaglás | Lovaglás | Lovaglás | Vívás    | Vívás | Vívás | Lövészet | Lövészet | Lövészet | Úszás  | Úszás | Úszás | Futás   | Futás | Futás | Összesen    | Összesen |
| Versenyző                                | Versenyszám | Idő      | Bünt.    | Pont     | Hely.    | Eredmény | Pont  | Hely. | Pontszám | Pont     | Hely.    | Idő    | Pont  | Hely. | Idő     | Pont  | Hely. | Összes pont | Helyezés |
| ---------------------------------------- | ----------- | -------- | -------- | -------- | -------- | -------- | ----- | ----- | -------- | -------- | -------- | ------ | ----- | ----- | ------- | ----- | ----- | ----------- | -------- |
| Hugh Doherty                             | Egyéni      | 9:14,0   | 0        | 958      | 39.      | 22–35    | 517   | 43.   | 187      | 840      | 17.      | 4:25,0 | 875   | 29.   | 15:31,0 | 907   | 35.   | 4097        | 34.      |
| Peter Macken                             | Egyéni      | 9:08,0   | 0        | 976      | 35.      | 22–35    | 517   | 43.   | 167      | 440      | 53.      | 4:29,0 | 855   | 33.   | 14:44,9 | 1048  | 21.   | 3836        | 46.      |
| Neville Sayers                           | Egyéni      | 8:52,8   | 0        | 1024     | 29.      | 27–30    | 632   | 33.   | 186      | 820      | 25.      | 5:17,0 | 615   | 54.   | 14:22,8 | 1114  | 13.   | 4205        | 31.      |
| Hugh Doherty Peter Macken Neville Sayers | Csapat      |          |          | 2958     | 12.      |          | 1440  | 16.   |          | 2100     | 13.      |        | 2345  | 13.   |         | 3069  | 6.    | 11912       | 14.      |

## Sportlövészet
Férfi
| Versenyző       | Versenyszám                    | Selejtező | Selejtező | Selejtező | Döntő | Döntő    |
| Versenyző       | Versenyszám                    | Csoport   | Pont      | Helyezés  | Pont  | Helyezés |
| --------------- | ------------------------------ | --------- | --------- | --------- | ----- | -------- |
| Michael Papps   | Gyorstüzelő pisztoly           |           |           |           | 569   | 31.      |
| Neville Sayers  | Gyorstüzelő pisztoly           |           |           |           | 552   | 43.      |
| Rodney Johnson  | Szabadpisztoly                 | A         | 329       | 27.       | 527   | 32.      |
| John Tremelling | Szabadpisztoly                 | B         | 344       | 17.       | 534   | 21.      |
| John Holt       | Szabadpuska, összetett (300 m) | B         | 505       | 17.       | 1030  | 34.      |
| Donald Tolhurst | Szabadpuska, összetett (300 m) | A         | 533       | 14.       | 1049  | 31.      |
| Donald Tolhurst | Sportpuska, összetett          | B         | 540       | 22.       | 1113  | 27.      |
| Donald Tolhurst | Sportpuska, fekvő              | B         | 383       | 16.       | 574   | 38.      |
| Norman Rule     | Sportpuska, fekvő              | A         | 382       | 24.       | 569   | 47.      |
| Norman Rule     | Sportpuska, összetett          | A         | 549       | 14.       | 1095  | 45.      |

## Súlyemelés
| Versenyző      | Versenyszám | Nyomás                   | Nyomás                   | Szakítás                 | Szakítás                 | Lökés    | Lökés    | Összesen | Helyezés |
| Versenyző      | Versenyszám | Eredmény                 | Helyezés                 | Eredmény                 | Helyezés                 | Eredmény | Helyezés | Összesen | Helyezés |
| -------------- | ----------- | ------------------------ | ------------------------ | ------------------------ | ------------------------ | -------- | -------- | -------- | -------- |
| Alan Oshyer    | 60 kg       | érvényes kísérlet nélkül | érvényes kísérlet nélkül | 92,5                     | =15.                     | kiesett  | kiesett  | kiesett  | kiesett  |
| Neville Pery   | 67,5 kg     | érvényes kísérlet nélkül | érvényes kísérlet nélkül | 97,5                     | =20.                     | 125,0    | =20.     | kiesett  | kiesett  |
| Donald Bayley  | 75 kg       | érvényes kísérlet nélkül | érvényes kísérlet nélkül | kiesett                  | kiesett                  | kiesett  | kiesett  | kiesett  | kiesett  |
| Daryl Cohen    | 75 kg       | 100,0                    | 22.                      | 102,5                    | =17.                     | 135,0    | 16.      | 337,5    | 17.      |
| Manny Santos   | 90 kg       | 132,5                    | 8.                       | érvényes kísérlet nélkül | érvényes kísérlet nélkül | kiesett  | kiesett  | kiesett  | kiesett  |
| Arthur Shannos | +90 kg      | 137,5                    | =12.                     | 125,0                    | =11.                     | 172,5    | =5.      | 435,0    | 9.       |
| Cornel Wilczek | +90 kg      | 137,5                    | =12.                     | 127,5                    | =8.                      | 165,0    | =11.     | 430,0    | 11.      |

## Torna
Férfi
| Versenyző       | Versenyszám      | Selejtező | Selejtező | Döntő    | Döntő    |
| Versenyző       | Versenyszám      | Pontszám  | Helyezés  | Pontszám | Helyezés |
| --------------- | ---------------- | --------- | --------- | -------- | -------- |
| Graham Bond     | Talaj            | 16,20     | 118.      | kiesett  | kiesett  |
| Graham Bond     | Ugrás            | 14,65     | 125.      | kiesett  | kiesett  |
| Graham Bond     | Korlát           | 15,45     | 115.      | kiesett  | kiesett  |
| Graham Bond     | Nyújtó           | 18,05     | =65.      | kiesett  | kiesett  |
| Graham Bond     | Gyűrű            | 17,10     | =102.     | kiesett  | kiesett  |
| Graham Bond     | Lólengés         | 14,00     | 118.      | kiesett  | kiesett  |
| Graham Bond     | Egyéni összetett |           |           | 95,45    | 115.     |
| Benjamin de Roo | Talaj            | 16,75     | =104.     | kiesett  | kiesett  |
| Benjamin de Roo | Ugrás            | 16,35     | 116.      | kiesett  | kiesett  |
| Benjamin de Roo | Korlát           | 16,50     | 105.      | kiesett  | kiesett  |
| Benjamin de Roo | Nyújtó           | 15,65     | =110.     | kiesett  | kiesett  |
| Benjamin de Roo | Gyűrű            | 16,85     | 106.      | kiesett  | kiesett  |
| Benjamin de Roo | Lólengés         | 14,15     | 117.      | kiesett  | kiesett  |
| Benjamin de Roo | Egyéni összetett |           |           | 96,25    | 113.     |

Női
| Versenyző      | Versenyszám      | Selejtező | Selejtező | Döntő    | Döntő    |
| Versenyző      | Versenyszám      | Pontszám  | Helyezés  | Pontszám | Helyezés |
| -------------- | ---------------- | --------- | --------- | -------- | -------- |
| Kaye Breadsell | Talaj            | 17,133    | 89.       | kiesett  | kiesett  |
| Kaye Breadsell | Ugrás            | 14,299    | 117.      | kiesett  | kiesett  |
| Kaye Breadsell | Felemás korlát   | 17,233    | 82.       | kiesett  | kiesett  |
| Kaye Breadsell | Gerenda          | 15,166    | =102.     | kiesett  | kiesett  |
| Kaye Breadsell | Egyéni összetett |           |           | 63,831   | 100.     |
| Val Roberts    | Talaj            | 16,999    | 92.       | kiesett  | kiesett  |
| Val Roberts    | Ugrás            | 13,800    | 120.      | kiesett  | kiesett  |
| Val Roberts    | Felemás korlát   | 12,200    | 118.      | kiesett  | kiesett  |
| Val Roberts    | Gerenda          | 15,299    | 99.       | kiesett  | kiesett  |
| Val Roberts    | Egyéni összetett |           |           | 58,298   | 111.     |

## Úszás
Férfi
| Versenyző                                                                                           | Versenyszám            | Előfutam | Előfutam | Előfutam | Elődöntő | Elődöntő | Elődöntő | Döntő   | Döntő    |
| Versenyző                                                                                           | Versenyszám            | Idő      | Hely.    | Össz.    | Idő      | Hely.    | Össz.    | Idő     | Helyezés |
| --------------------------------------------------------------------------------------------------- | ---------------------- | -------- | -------- | -------- | -------- | -------- | -------- | ------- | -------- |
| John Devitt                                                                                         | 100 m gyors            | 56,0     | 1.       | 2.       | 55,8     | 1.       | 3.       | 55,2    |          |
| Jon Henricks                                                                                        | 100 m gyors            | 56,9     | 1.       | 10.*     | 57,2     | 4.       | 12.      | kiesett | kiesett  |
| John Konrads                                                                                        | 400 m gyors            | 4:24,3   | 1.       | 5.       |          |          |          | 4:21,8  |          |
| John Konrads                                                                                        | 1500 m gyors           | 17:52,0  | 1.       | 3.       |          |          |          | 17:19,6 |          |
| Murray Rose                                                                                         | 1500 m gyors           | 17:32,8  | 1.       | 1.       |          |          |          | 17:21,7 |          |
| Murray Rose                                                                                         | 400 m gyors            | 4:22,5   | 1.       | 4.       |          |          |          | 4:18,3  |          |
| John Monckton                                                                                       | 100 m hát              | 1:04,4   | 1.       | 7.       | 1:03,8   | 4.       | 4.*      | 1:04,1  | 7.       |
| David Theile                                                                                        | 100 m hát              | 1:03,1   | 1.       | 3.       | 1:03,1   | 1.       | 1.       | 1:01,9  |          |
| William Burton                                                                                      | 200 m mell             | 2:43,9   | 4.       | 20.      | kiesett  | kiesett  | kiesett  | kiesett | kiesett  |
| Terry Gathercole                                                                                    | 200 m mell             | 2:41,7   | 2.       | 12.      | 2:39,1   | 1.       | 4.       | 2:40,2  | 6.       |
| Kevin Berry                                                                                         | 200 m pillangó         | 2:18,9   | 1.       | 5.       | 2:23,1   | 4.       | 8.       | 2:18,5  | 6.       |
| Neville Hayes                                                                                       | 200 m pillangó         | 2:18,1   | 1.       | 3.       | 2:21,6   | 2.       | 6.       | 2:14,6  |          |
| David Dickson John Devitt Murray Rose John Konrads John Rigby Allan Wood                            | 4 × 200 m gyorsváltó   | 8:24,2   | 2.       | 3.       |          |          |          | 8:13,8  |          |
| David Theile Terry Gathercole Neville Hayes Geoff Shipton Julian Carroll William Burton Kevin Berry | 4 × 100 m vegyes váltó | 4:14,8   | 1.       | 2.       |          |          |          | 4:12,0  |          |

Női
| Versenyző                                                                            | Versenyszám            | Előfutam | Előfutam | Előfutam | Elődöntő | Elődöntő | Elődöntő | Döntő   | Döntő    |
| Versenyző                                                                            | Versenyszám            | Idő      | Hely.    | Össz.    | Idő      | Hely.    | Össz.    | Idő     | Helyezés |
| ------------------------------------------------------------------------------------ | ---------------------- | -------- | -------- | -------- | -------- | -------- | -------- | ------- | -------- |
| Dawn Fraser                                                                          | 100 m gyors            | 1:02,1   | 1.       | 2.       | 1:01,4   | 1.       | 1.       | 1:01,2  |          |
| Dawn Fraser                                                                          | 400 m gyors            | 4:57,6   | 3.       | 5.*      |          |          |          | 4:58,5  | 5.       |
| Ilsa Konrads                                                                         | 400 m gyors            | 4:59,2   | 1.       | 7.       |          |          |          | 4:57,9  | 4.       |
| Ilsa Konrads                                                                         | 100 m gyors            | 1:04,2   | 1.       | 5.       | 1:04,7   | 4.       | 9.       | kiesett | kiesett  |
| Gerganiya Beckitt                                                                    | 100 m hát              | 1:13,7   | 5.       | 14.      |          |          |          | kiesett | kiesett  |
| Marilyn Wilson                                                                       | 100 m hát              | 1:13,8   | 4.       | 15.*     |          |          |          | kiesett | kiesett  |
| Janet Hogan                                                                          | 200 m mell             | 3:00,3   | 5.       | 16.      |          |          |          | kiesett | kiesett  |
| Rosemary Lassig                                                                      | 200 m mell             | 2:57,4   | 2.       | 11.      |          |          |          | kiesett | kiesett  |
| Jan Andrew                                                                           | 100 m pillangó         | 1:10,3   | 2.       | 2.       |          |          |          | 1:12,2  |          |
| Dawn Fraser Ilsa Konrads Lorraine Crapp Alva Colquhuon Sandra Morgan Ruth Everuss    | 4 × 100 m gyorsváltó   | 4:17,6   | 1.       | 1.       |          |          |          | 4:11,3  |          |
| Marilyn Wilson Rosemary Lassig Jan Andrew Dawn Fraser Gerganiya Beckitt Ilsa Konrads | 4 × 100 m vegyes váltó | 4:55,7   | 4.       | 8.       |          |          |          | 4:45,9  |          |

* - egy másik versenyzővel azonos időt ért el

## Vitorlázás
Nyílt
| Versenyző                                   | Versenyszám     | Futam | Futam | Futam | Futam | Futam | Futam | Futam | Pontszám | Helyezés |
| Versenyző                                   | Versenyszám     | 1     | 2     | 3     | 4     | 5     | 6     | 7     | Pontszám | Helyezés |
| ------------------------------------------- | --------------- | ----- | ----- | ----- | ----- | ----- | ----- | ----- | -------- | -------- |
| Ronald Jenyns                               | Finn dingi      | 867   | 867   | (101) | 867   | 1344  | 1168  | 645   | 5758     | 4.       |
| Jack Downey Robert French                   | Csillaghajó     | 402   | (194) | 215   | 194   | 194   | 516   | 215   | 1736     | 18.      |
| Ian Palmer Rolly Tasker                     | Repülő hollandi | 362   | 551   | 314   | 638   | 689   | 291   | (231) | 2845     | 18.      |
| David Bingham Jock Sturrock Ernest Wagstaff | 5,5 méteres     | 778   | 301   | 1079  | 266   | 234   | 301   | (124) | 2959     | 10.      |
| Harold Brooke Alan Cain John Coon           | Sárkányhajó     | 629   | 532   | 629   | 754   | 356   | (254) | 833   | 3733     | 11.      |

## Vívás
Férfi
| Versenyző                                                           | Versenyszám       | Csoportkör | Csoportkör        | Csoportkör | Csoportkör | Csoportkör        | Csoportkör  | Csoportkör        | Csoportkör | Csoportkör        | Csoportkör | Helyezés    |
| Versenyző                                                           | Versenyszám       | 1. kör | 1. kör            | 2. kör | 2. kör     | Negyeddöntő       | Negyeddöntő | Elődöntő          | Elődöntő   | Döntő             | Döntő      | Helyezés    |
| Versenyző                                                           | Versenyszám       | Ellenfél Eredmény | Hely.             | Ellenfél Eredmény | Hely.      | Ellenfél Eredmény | Hely.       | Ellenfél Eredmény | Hely.      | Ellenfél Eredmény | Hely.      | Helyezés    |
| ------------------------------------------------------------------- | ----------------- | --- | ----------------- | --- | ---------- | ----------------- | ----------- | ----------------- | ---------- | ----------------- | ---------- | ----------- |
| Ivan Lund                                                           | Tőr, egyéni       | 11. csoport · Tabucsi Kazuhiko (JPN) · 5-2 · Jean-Claude Magnan (FRA) · 2-5 · Jurij Sziszikin (URS) · 1-5 · Manuel Borrego (POR) · 3-5 · Raúl Cicero (MEX) · nem vívtak · Mohamed Gamil El-Kalyoubi (RAU) · nem vívtak                                           | 5.                | kiesett | kiesett    | kiesett           | kiesett     | kiesett           | kiesett    | kiesett           | kiesett    | helyezetlen |
| Brian McCowage                                                      | Tőr, egyéni       | 8. csoport · Ókava Heizaburó (JPN) · 5-3 · Orvar Lindwall (SWE) · 5-0 · Charles El-Gressy (MAR) · 5-4 · Trần Văn Xuan (VIE) · 5-4 · Jean Link (LUX) · 2-5 · Kamuti László (HUN) · 1-5                                                                            | 3.                | 4. csoport · Tim Gerresheim (EUA) · 3-5 · Luigi Carpaneda (ITA) · 1-5 · Janusz Różycki (POL) · 2-5 · Jean Link (LUX) · 2-5 · Mark Midler (URS) · nem vívtak | 6.         | kiesett           | kiesett     | kiesett           | kiesett    | kiesett           | kiesett    | helyezetlen |
| Michael Sichel                                                      | Tőr, egyéni       | 2. csoport · Christian d’Oriola (FRA) · 5-4 · Pedro Marçal (POR) · 5-0 · Tim Gerresheim (EUA) · 4-5 · Ralph Cooperman (GBR) · 0-5 · Freddy Quintero (VEN) · 2-5 · Moustafa Soheim (RAU) · 2-5                                                                    | 6.                | kiesett | kiesett    | kiesett           | kiesett     | kiesett           | kiesett    | kiesett           | kiesett    | helyezetlen |
| John Simpson                                                        | Párbajtőr, egyéni | 6. csoport · Bruno Habārovs (URS) · 2-5 · Janusz Kurczab (POL) · 2-5 · Jules Amez-Droz (SUI) · 3-5 · Robert Schiel (LUX) · 1-5 · Abbes Harchi (MAR) · 0-5 · Christopher Bland (IRL) · nem vívtak                                                                 | 7.                | kiesett | kiesett    | kiesett           | kiesett     | kiesett           | kiesett    | kiesett           | kiesett    | helyezetlen |
| Richard Stone                                                       | Párbajtőr, egyéni | 11. csoport · Bill Hoskyns (GBR) · 5-3 · Michel Steininger (SUI) · 6-5 · Pedro Cabrera (ESP) · 5-2 · Yves Dreyfus (FRA) · 6-7 · Ibrahim Osman (LIB) · 3-5 · Roger Theisen (LUX) · 3-5 · Rájátszás: · Bill Hoskyns (GBR) · 3-5 · Roger Theisen (LUX) · nem vívtak | 5. Rájátszás: =2. | kiesett | kiesett    | kiesett           | kiesett     | kiesett           | kiesett    | kiesett           | kiesett    | helyezetlen |
| Keith Hackshall                                                     | Párbajtőr, egyéni | 12. csoport · Göran Abrahamsson (SWE) · 5-4 · René Van Den Driessche (BEL) · 5-3 · Armand Mouyal (FRA) · 1-5 · Gábor Tamás (HUN) · 2-5 · Antonio Almada (MEX) · 4-5 · Thomas Kearney (IRL) · 4-5                                                                 | 6.                | kiesett | kiesett    | kiesett           | kiesett     | kiesett           | kiesett    | kiesett           | kiesett    | helyezetlen |
| Keith Hackshall                                                     | Kard, egyéni      | 10. csoport · Kárpáti Rudolf (HUN) · 1-5 · Helmuth Resch (AUT) · 0-5 · Marcel Van Der Auwera (BEL) · 4-5 · Joaquim Rodrigues (POR) · 4-5 | 5.                | kiesett | kiesett    | kiesett           | kiesett     | kiesett           | kiesett    | kiesett           | kiesett    | helyezetlen |
| Michael Sichel                                                      | Kard, egyéni      | 2. csoport · Abderrahman Sebti (MAR) · 5-1 · Wladimiro Calarese (ITA) · 2-5 · Nugzar Aszatiani (URS) · 3-5 · Günther Ulrich (AUT) · 3-5 · Pablo Ordejón (ESP) · nem vívtak                                                                                       | 4.                | kiesett | kiesett    | kiesett           | kiesett     | kiesett           | kiesett    | kiesett           | kiesett    | helyezetlen |
| Brian McCowage David McKenzie Okalyi Zoltán John Simpson            | Tőr, csapat       | 1. csoport · Franciaország (FRA) · 3-11 · Luxemburg (LUX) · 6-10 | 3.                | kiesett |            | kiesett           |             | kiesett           |            | kiesett           |            | =13.        |
| Keith Hackshall John Humphreys Ivan Lund John Simpson Richard Stone | Párbajtőr, csapat | 6. csoport · Egyesült Német Csapat (EUA) · 3-13 · Svédország (SWE) · 5-11 | 3.                | kiesett |            | kiesett           |             | kiesett           |            | kiesett           |            | helyezetlen |

Női
| Versenyző      | Versenyszám | Csoportkör | Csoportkör | Csoportkör        | Csoportkör  | Csoportkör        | Csoportkör | Csoportkör        | Csoportkör | Helyezés    |
| Versenyző      | Versenyszám | 1. kör | 1. kör     | Negyeddöntő       | Negyeddöntő | Elődöntő          | Elődöntő   | Döntő             | Döntő      | Helyezés    |
| Versenyző      | Versenyszám | Ellenfél Eredmény | Hely.      | Ellenfél Eredmény | Hely.       | Ellenfél Eredmény | Hely.      | Ellenfél Eredmény | Hely.      | Helyezés    |
| -------------- | ----------- | --- | ---------- | ----------------- | ----------- | ----------------- | ---------- | ----------------- | ---------- | ----------- |
| Kate Baxter    | Tőr, egyéni | 8. csoport · Elly Botbijl (NED) · 1-4 · Gillian Sheen (GBR) · 1-4 · Régine Veronnet (FRA) · 0-4 · Vera Jeftimijades (YUG) · 1-4 · Ginette Rossini (LUX) · 2-4                                      | 6.         | kiesett           | kiesett     | kiesett           | kiesett    | kiesett           | kiesett    | helyezetlen |
| Johanna Winter | Tőr, egyéni | 3. csoport · Norma Santini (VEN) · 4-2 · Traudl Ebert (AUT) · 1-4 · Bruna Colombetti (ITA) · 2-4 · Christina Lagerwall (SWE) · 0-4 · Rosemarie Scherberger (EUA) · 1-4 · Claude Wallet (BEL) · 0-4 | 7.         | kiesett           | kiesett     | kiesett           | kiesett    | kiesett           | kiesett    | helyezetlen |

## Vízilabda
| Ausztrál férfi vízilabdacsapat-játékoskeret                              | Ausztrál férfi vízilabdacsapat-játékoskeret                                          |
| ------------------------------------------------------------------------ | ------------------------------------------------------------------------------------ |
| - Allan Charleston - Des Clark - Tom Hoad - John O'Brien - Edward Pierce | - Graeme Sherman - Dick Thornett - Keith Whitehead - Keith Wiegard - Michael Withers |

### Eredmények
Csoportkör
C csoport
| Csapat                 | M | Gy | D | V | G+ | G– | Gk  | P |
| ---------------------- | - | -- | - | - | -- | -- | --- | - |
| Jugoszlávia (YUG)      | 3 | 3  | 0 | 0 | 15 | 4  | +11 | 6 |
| Hollandia (NED)        | 3 | 1  | 1 | 1 | 9  | 8  | +1  | 3 |
| Dél-afrikai Unió (RSA) | 3 | 1  | 1 | 1 | 7  | 12 | –5  | 3 |
| Ausztrália (AUS)       | 3 | 0  | 0 | 3 | 7  | 14 | –7  | 0 |

| 1960. augusztus 25. 22:30 | Dél-afrikai Unió (RSA) | 3 – 2 | Ausztrália (AUS) |  |
| 1960. augusztus 25. 22:30 | (1 – 2)                |       |                  |  |
| 1960. augusztus 25. 22:30 |                        |       |                  |  |

| 1960. augusztus 26. 22:00 | Hollandia (NED) | 5 – 3 | Ausztrália (AUS) |  |
| 1960. augusztus 26. 22:00 | (2 – 2)         |       |                  |  |
| 1960. augusztus 26. 22:00 |                 |       |                  |  |

| 1960. augusztus 29. 22:15 | Jugoszlávia (YUG) | 6 – 2 | Ausztrália (AUS) |  |
| 1960. augusztus 29. 22:15 | (3 – 1)           |       |                  |  |
| 1960. augusztus 29. 22:15 |                   |       |                  |  |

| Csapat           | Helyezés |
| ---------------- | -------- |
| Ausztrália (AUS) | 15.      |